# Sinar Hading
Sinar Hading is een bestuurslaag in het regentschap Flores Timur van de provincie Oost-Nusa Tenggara, Indonesië. Sinar Hading telt 1212 inwoners (volkstelling 2010).